# Елисо Вирсаладзе
Елисо Константиновна Вирсаладзе (на грузински: ელისო ვირსალაძე) е грузинска пианистка.

## Биография
Родена е на 14 септември 1942 г. в Тбилиси, Грузинска ССР. Баща ѝ Константин Вирсаладзе е известен лекар, както и дядо ѝ Спиридон Вирсаладзе. Първите си уроци по пиано получава на 8 години от баба си Анастасия Вирсаладзе, която е известна учителка по музика и пианистка в Грузинската ССР. Следва в Тбилиската държавна консерватория (1960 – 1966) и продължава обучението си в Московската консерватория, където учи с Яков Зак и Хайнрих Нойхаус.
През 1962 г. печели трета награда на престижното Международно състезание „Чайковски“ в Москва и първа награда на състезанието Шуман в Цвикау през 1966 г.
От 1967 г. Вирсаладзе преподава в Московската консерватория (от 1994 г. е професор там) и от 1995 г. в Университета за музикални и сценични изкуства в Мюнхен, Германия.
Сред студентите ѝ има много победители в международни пиано състезания: Борис Березовски, Е. Воскресенская, В. Броневецки, Й. Кацнелсон, Алексей Володин, Д. Каприн, М. Коломицева, Александър Осминин, Л. Акопова, М. Нахапетов, Т. Черничко, О. Мачератини, Е. Миркасимова, Д. Шишкин.
От 1966 г. Елисо Вирсаладзе изнася рецитали и свири с големи международни оркестри под ръководството на Евгени Светланов, Кирил Кондрашин, Рикардо Мути, Юри Темирканов, Курт Сандерлинг и Волфганг Савалиш.
Вирсаладзе обича да свири камерна музика заедно с Наталия Гутман и квартетите „Бородин“ и „Танейев“. Била е жури на различни международни пиано състезания. Свири свои версии на музиката на Роберт Шуман, Лудвиг Ван Бетовен, Моцарт и Фредерик Шопен, както и на съвременни съветски и руски композитори.
Елисо Вирсаладзе е член на попечителския съвет на московския благотворителен фонд за помощ на хосписа „Вера“.

## Награди
- Лауреат VII на Световния фестивал за младежи и студенти във Виена (1959, 2 премия, сребърен медал)
- Лауреат на Всесъюзния конкурс за музиканти-изпълнители в Москва (1961, 3 премия)
- Лауреат II на Международния конкурс „П. И. Чайковски“ в Москва (1962, 3 премия, бронзов медал)
- Лауреат IV на Международния конкурс „Роберт Шуман“ в Цвикау (1966, 1 премия, златен медал)
- Премия „Роберт Шуман“ (1976)
- Държавна премия на Грузинската ССР „Шота Руставели“ [1] (1983)
- Народна артистка на Грузинската ССР (1971)
- Народна артистка на СССР (1989)
- Държавна премия на Руската федерация (2000)
- Орден „За заслуги пред Отечеството“, 4 степен (2007)
- Почетен орден на Русия (2013)